# Amina N'Diaye-Leclerc
Amina N'Diaye-Leclerc, née en 1952, est une cinéaste et artiste sénégalaise vivant en France.

## Biographie

### Enfance, éducation et débuts
Amina N'Diaye-Leclerc est d'origine franco-sénégalaise. Elle naît en 1952 à Kaolack au Sénégal. Elle est la fille de l'avocat et homme politique sénégalais Valdiodio N'Diaye. Elle fait des études de langue et étudie également la littérature espagnole à Toulouse. Après avoir travaillé pendant un certain temps comme agent commercial pour Air Africa, elle commence à travailler dans le cinéma en 1991. Elle s'est également mise à la peinture en 2000.

## Filmographie
- 2000 : Valdiodio N'Diaye, l'indépendance du Sénégal.